# Catedral de Constança
La Catedral de Constança (en alemany: Konstanzer Münster) és un edifici històric a Constança, al sud d'Alemanya, que serveix com proto-catedral de l'antiga diòcesi catòlica de Constança (dissolta en 1821).,
El primer esment d'una església dedicada a la Mare de Déu a Constança data del 615. La confirmació documental de l'església anomenada Ecclesia Sanctae Mariae urbis Constantiae és de mitjan segle viii. Existeix una clara evidència que indica que es troba en el pujol de la catedral, on s'havia establert una fortificació romànica tardana amb un assentament civil. El 780, l'església va ser esmentada en la confirmació d'un contracte per l'emperador Carlemany.
En 1955 el Pius XII va elevar la catedral a un basílica menor papal. Un programa de restauració de l'interior de la catedral, així com de l'exterior es va iniciar en 1962 i es va concloure 2010. El 1966 es van fabricar dotze noves campanes per les torres, una donació de l'estat de Baden-Württemberg.